# Яковлево (Новгородська область)
Яковлево (рос. Яковлево) — присілок в Хвойнинському районі Новгородської області Російської Федерації.
Населення становить 13 осіб. Входить до складу муніципального утворення Звягинське сільське поселення.

## Історія
Від 2005 року входить до складу муніципального утворення Звягинське сільське поселення

## Населення
| 2009 | 2010 |
| ---- | ---- |
| 11   | ↗13  |